# Distretto di Higashiokitama
Il distretto di Higashiokitama (東置賜郡, Higashiokitama-gun?) è uno dei distretti della prefettura di Yamagata, in Giappone.
Attualmente fanno parte del distretto i comuni di Kawanishi e Takahata.